# Den långa flykten (TV-serie)
Den långa flykten (engelska: Watership Down) är ett brittisk-kanadensiskt animerat fantasybarnprogram, baserat på romanen Den långa flykten av Richard Adams. Det sändes i 39 avsnitt, ursprungligen på YTV och CITV i Kanada och Storbritannien under perioden 28 september 1999 – 4 december 2001. TV-serien var en samproduktion mellan Alltime Entertainment i Storbritannien och Decode Entertainment i Kanada och producerades av Martin Rosén som även regisserade filmen från 1978. 
Vissa avsnitt släpptes på VHS och senare på DVD. I oktober 2005 släpptes en DVD samling för region 2 av alla tre säsongerna i Storbritannien.